# Конрад Ріппен
Конрад Ріппен (лат. Conradus Rippen або Ryppen)  — львівський міщанин, райця (1404—1418), війт (1407, 1409, 1410, 1413) та бурмистр міста (1404, 1413, 1419).